# Ace Combat: Assault Horizon Legacy
Ace Combat: Assault Horizon Legacy, chamado no Japão de Ace Combat 3D: Cross Rumble (エースコンバット 3D クロスランブル, Ēsu Konbatto Surī Dī Kurosu Ranburu) é um jogo eletrônico de simulação de combate aéreo desenvolvido pela Access Games e publicado pela Namco Bandai Games. É um título derivado da série Ace Combat e uma recriação de Ace Combat 2 de 1997, tendo sido lançado exclusivamente para Nintendo 3DS em novembro de 2011 na América do Norte, em dezembro na Europa e em janeiro de 2012 no Japão.

## Recepção
Ace Combat: Assault Horizon Legacy recebeu críticas mistas, com Metacritic calculando que foram de 71 a 100 (de 37 comentários) e GameRankings 72,70% de 23 comentários. Nintendo Power concedeu ao jogo uma pontuação de 7,5 de 10, afirmando que "Ace Combat: Assault Horizon Legacy não pode ser uma aventura forte, mas porque praticamente tudo o que é grande sobre a série da Namco Bandai de longa duração está presente aqui, e jogar bem vale a pena". A IGN concedeu uma pontuação de 8,0, elogiando-o por "Ambientes bonitos" e impressionantes efeitos 3D, mas o criticou por ter uma campanha curta e falta de multiplayer.